# Benito Mussolini
Benito Amilcare Andrea Mussolini (Predappio, 29. srpnja 1883. – Giulino di Mezzegra, 28. travnja 1945.), talijanski novinar, političar, državnik, fašistički vođa (Duce) i diktator od 1925. do 1943. godine. 
Kao marksist od rane mladosti, postao je ubrzo nakon završetka gimnazije novinar u socijalističkim glasilima. Političku karijeru je započeo kao socijalist postavši jedan od istaknutih vođa talijanske ljevice: 1912. godine postaje urednikom službenog glasila Talijanske socijalističke partije Avanti! Pokazao se sposobnim u kratko vrijeme podignuti tiražu tog tjednika s 20.000 na 100.000 primjeraka. U vrijeme 1. svjetskog rata se sve više razilazi sa stranačkim kolegama zbog svojeg zagovaranja talijanskog ulaska u rat na strani Antante. 
Godine 1919. s istomišljenicima osniva Nacionalnu fašističku stranku (PNF), koja se brzo razvija i sve više zadobiva desničarski karakter, pri čemu se i Mussolini udaljava od ranijih ideja. Nakon osvajanja lokalne vlasti u mnogim dijelovima države i pohoda na Rim 1922. godine postaje premijer, a raznim represivnim i autoritarnim mjerama do 1925. i talijanski diktator. Tijekom tridesetih vodi agresivnu vanjsku politiku i približava se Hitleru i nacističkoj Njemačkoj s kojom 1940. ulazi u rat protiv zapadnih saveznika.  Nakon niza neuspjeha u ratu i američke invazije na Italiju, 1943. je smijenjen s položaja i pritvoren, no brzo ga oslobađaju Nijemci i postavljaju za diktatora marionetske Talijanske Socijalne Republike kojom vlada do kraja rata kada ga partizani zarobljavaju i strijeljaju.

## Životopis

### Mladost i rana karijera
Benito Mussolini je rođen 29. srpnja 1883. godine u okolici sela Predappio nedaleko mjesta Forlì u sjeveroistočnoj talijanskoj pokrajini Romagna (tada, jedan od najsiromašnijih krajeva u Italiji). Njegova majka Rosa Malteni bila je u okolici ugledna učiteljica. Njegov otac Alessandro bio je kovač i predani socijalist (u to doba nije još bilo distinkcije između "socijalista" i "komunista"). Benito je imao brata i sestru (Armaldo i Edviga), nijedno od te djece nije dugo živjelo.  
Benito se školovao u katoličkoj školi gdje je zbog svojeg nižeg socijalnog porijekla doživljavao omalovažavanje od strane učitelja i kolega. Kao desetogodišnjak je u svađi s drugim učenikom potegnuo nož i zabio mu ga u ruku zbog čega je kažnjen i izbačen iz škole pa je obrazovanje nastavio u državnoj školi. Bio je dobar učenik, a najbolje je ocjene imao iz pedagogije, jezika i književnosti; volio je poeziju i sam je pokušavao pisati, jako se zanimao za glazbu, a isticao se i kao govornik na priredbama premda je inače bio prilično šutljiv. Kolege ga pamte kao ambicioznog odlikaša, uglavnom u crnoj odjeći i s medaljonom sa slikom Karla Marxa u džepu.  U zadnjoj godini školovanja bio je učenik-asistent profesoru iz povijesti, pa je nakon mature 1901. odlučio zaposliti se kao profesor, iako je prije toga neuspješno pokušao dobiti mjesto u lokalnoj upravi gdje je odbijen zbog neiskustva. Mjesto učitelja pronašao je u jednoj maloj školi, no tamo se nije dugo zadržao jer su njegove metode predavanja i "nekonvencionalan" privatni život (Mussolini je volio "ganjati" žene i pijančevati) neprikladan za odgojitelja djece izazvali kritike zajednice.  
U ljeto 1902., kao devetnaestogodišnjak, emigrirao je u Švicarsku (puno mladih Talijana u to doba je emigriralo iz gospodarskih razloga). Mussolini je tamo brzo pronašao zaposlenje u socijalističkim novinama L'Avvenire del Lavoratore (hrv. Radnička budućnost) gdje je u prvom članku žestoko osuđivao postupke Turaka prema Armencima. Povremeno bi ostao bez novca pa je prihvaćao razne slabo plaćene poslove. Bio je predan socijalist i revolucionar; svoje stavove je zastupao vrlo agresivno i osuđivao je umjerene struje unutar pokreta. Policija ga je nekoliko puta privodila zbog ispada. Pitanje kojemu je pristupao najžešće bila je Crkva koju je napadao kao sebičnu i korumpiranu; kasnije će napisati žestoko antiklerikalni roman Kardinalova ljubavnica u kojemu je prikazuje kao mjesto raskalašenosti, licemjerja i zločina. Prema nekim izvorima, Mussolini je za boravka u Švicarskoj slušao predavanja Vilfreda Pareta koji je tada radio kao profesor u Lausanni, no za to nema dokaza;  upoznao se, međutim, sa sindikalizmom i idejama Georgesa Sorela, a površno i s djelima drugih filozofa.  Nastojao se isticati u intelektualnim krugovima.
1904. napustio je Švicarsku i vratio se kući gdje se prijavio da odsluži vojni rok (već je bio osuđen u odsutnosti zbog izbjegavanja vojne službe, ali tada je dana amnestija svima koji se prijave). Iste godine umrla mu je i majka, što ga je teško pogodilo. Vojsku je odslužio krajem 1906., a sljedeće godine položio je dodatni ispit iz francuskog te je nakratko radio kao profesor jezika. Ponovo se počeo baviti radom za razne novine i časopise o kulturi za koje je uglavnom pisao o poeziji. Povodom 25. obljetnice Marxove smrti objavio je detaljan osvrt na njegovo djelo; također je napisao i članak u obranu Nietzschea nazivajući njegovu filozofiju himnom životu.  
Godine 1909. otišao je u austrijski Trento gdje je dobio posao u talijanskim socijalističkim novinama; osim toga, davao je i privatne poduke iz francuskog te pisao kratke priče. U problematičnom višeetničkom gradu, Mussolini je bio vrlo kritičan spram njemačkih socijalista koje je smatrao nacionalistički orijentiranima zbog njihovih nesuglasica s Talijanima. Neki tvrde da je i sam Mussolini tada postao nacionalist, ali unatoč retorici kojom se povremeno koristio, i dalje je ostao vjeran internacionalizmu. U svojim člancima iz tog doba, uz (mladog) Marxa, hvali Georesa Sorela i Charlesa Darwina kao najznačajnije mislioce. U ljeto 1909. vlasti su ga prognale iz Austrije zbog "subverzivnih djelatnosti"; kao izlika policiji je poslužila lažna optužba za sudjelovanje u krađi. Vratio se očevoj kući i bio nezaposlen; jedno vrijeme je razmišljao o odlasku u Ameriku, no umjesto toga postao je tajnik lokalnog ogranka Socijalističke partije i uređivao njihove novine.
Godine 1910. oženio se s Rachele Guidi s kojom je ranije te godine počeo živjeti, a koja mu je tada rodila kćer Eddu. Već prije toga imao je brojne ljubavnice (pretpostavlja se i izvanbračne djece). Rachele, koja je u doba udaje imala 19 godina, upoznao je još dok je bila učenica njegove majke; bila je iz siromašne obitelji i slabog obrazovanja, a muža je još dugo oslovljavala s Vi. Iako je on i kasnije imao ljubavnice, vodio je normalan obiteljski život s Rachele koje mu je rodila još četvero djece.

### Socijalni uspon
Kada je 1911. Italija objavila rat Turskoj bio je zatvoren zbog pacifističke propagande. U to doba se hvalio da je antipatriot. Već u srpnju 1912. izabran je za direktora Socijalističke stranke, a u prosincu preuzima uredničko mjesto partijskog glasila Avanti!. Ubrzo jedan od najutjecajnijih vođa talijanskog socijalizma.
Početkom I. svjetskog rata Mussolini je bio protiv ulaska Italije u oružani sukob, ali se protivio i politici Centralnih sila te osudio ultimatume Srbiji i Belgiji. Brzo nakon početka rata mijenja stavove i zalaže se za ulazak u sukob na strani Antante. Musolini je pisao kako vjeruje da bi talijanskim socijalistima također koristila zapadnjačka pobjeda nad reakcionarnim Centralnim silama. Stavove je objavljivao u stranačkim dnevnim novinama Avanti! pa je uskoro došao u sukob s drugim socijalističkim vođama. Iako su oni bili spremni izgladiti nesuglasice, Mussolini je dao ostavku i obratio im se riječima: "Shvatio bih našu apsolutnu neutralnost ako biste vi imali hrabrost da idete do kraja i, to znači, izazovete ustanak. Ali njega apriori ne uzimate u obzir zato što znate da vas očekuje neuspjeh. Onda recite sasvim iskreno da ste protiv rata zato što se plašite bajoneta."    
Nakon što u listopadu 1914. god. prestaje uređivati Avanti!, u studenom iste godine počinje izdavati dnevni list Popolo d'Italia, kojega financiraju francuski socijalisti (sredstvima dobivenim od francuske države, koja želi da Italija stupi u rat na njezinoj strani), te talijanski, francuski i ruski industrijalci zainteresirani za ulazak Italije u rat - ukupno je Mussolini za pokretanje novog časopisa prikupio oko pola milijuna lira (što bi predstavljao ekvivalent oko 3 milijuna eura, u današnjem novcu): ratno huškanje i jest glavna tema rada novog časopisa. Istodobno jedna manja grupa intervencionistički raspoloženih socijalista i sindikalista osniva grupu Fasci d'azione rivoluzionaria internazionalista kojoj se priključuje i Mussolini zajedno s nekoliko svojih sljedbenika. Sam se polako udaljava od marksizma i postaje fasciniran ratom i ratobornošću, ali ni tada nije bio nacionalist niti zagovarao ekspanzionističku politiku.   
U svibnju 1915. godine se dobrovoljno prijavljuje u vojsku, te je 31. kolovoza te godine pozvan u vojnu službu.  Mussolini je 13. rujna upućen na ratište, kao obični vojnik 11. bersaljerske pukovnije. Njegove novine (Mussolini im je bio vlasnik) Popolo d'Italia  od prosinca 1915. do veljače 1917. godine objavljuju Mussolinijev ratni dnevnik, u kojemu se prikazuje dostojna vojna služba jednog domoljubivog intelektualca u najnižem vojničkom činu. U ožujku 1916. godine postaje kaplar, u kojem činu ostaje do veljače 1917. godine, kada je teško ranjen zbog eksplozije bombe koju su se vojnici pripremali lansirati iz njegovog rova. Nakon oporavka je otpušten iz vojske, te od 1916. godine opet uređuje Il Popolo d'Italia. Rusku revoluciju je isprva pozdravio, ali izražava razočaranje kada je Lenjin potpisao mir u Brest-Litovsku, čime je Rusija prestala ratovati protiv talijanskih neprijatelja Njemačke i Austro-Ugarske; prema Lenjinu je tijekom daljnje karijere imao ambivalentan odnos. Prema podatcima koji proizlaze iz u najnovije vrijeme otvorenih arhiva britanskih tajnih službi iz doba I. svjetskog rata, Mussolini je nakon povratka iz vojske primao prilično velike novce od britanske vojne obavještajne službe MI5, kako bi nastavio s pro-ratnim i probritantskim pisanjem časopisa Il Popolo d'Italia; obećao se zauzeti protiv bilo kojih radničkih nemira i štrajkova.
Nakon rata našao se u nepovoljnom položaju jer je izgubio sav utjecaj koji je nekada imao u Socijalističkoj stranci; u to doba se jako kolebao oko svojih političkih stavova i davao izjave kao što su: "Ostavite slobodan put za elementarne snage indvidue jer izvan individue ne postoji druga ljudska realnost. Zbog čega Stirner (njemački filozof koji je zagovarao svojevrsni individualistički anarhizam) ne bi ponovno postao aktualan?", "Dolje s državom u svim njenim vidovima i otjelotvorenjima. S državom od jučer, danas, sutra. S građanskom državom i sa socijalističkom. Nama, na smrt osuđenim pristalicama individualizma, preostaje samo današnji mrak i sumorna sutrašnjica, samo apsurdna, ali ipak utješna religija anarhije." Bio je fasciniran politikom koju je Gabriele D'Annunzio vodio u Rijeci, a podupro je i potpisivanje Rapallskog ugovora s Jugoslavijom (kojim su znatno umanjene ekspanzionističke želje talijanskih nacionalista).

### Razvoj fašizma
Fašizam je postao organizirani politički pokret u ožujku 1919. kada je Mussolini s bivšim lijevim internacionalistima (v. gore, izvorni naziv “fascia”) i mladim ratnim veteranima osnovao Fasci Italiani di Combattimento. Ciljevi su im bili: proglašenje republike, ukidanje Senata, reforma parlamenta, konfiskacija crkvenih dobara, djelomična eksproprijacija kapitala i agrarna reforma. Pokret je dobio ime po snopu pruća sa sjekirom u sredini - fasces - starom rimskom simbolu discipline (u modernom talijanskom jeziku, riječ il fascio je zadržala značenje kakvo je imala i u rimsko doba: "snop"). Fasci di Combattimento su bili naoružani odredi koji su terorizirali donedavne Mussolinijeve socijalističke kolege dok se policija u te sukobe rijetko miješala; okršaji su bili vrlo nasilni i okrutni, a pojedine skupine naoružanih fašista su se otimale čak i kontroli nadređenih stranačkih dužnosnika. Mussolini je povodom težih incidenata pokušavao obuzdati nasilje, ali bez većeg uspjeha. Pokretu su pristupali brojni veterani, nacionalisti, antisocijalisti i antiliberali iako su fašisti u svojem prvom parlamentarnom pojavljivanju koalirali s liberalima, a Mussolini je pokušavao privući čak i socijaliste. Mussolini tada nije imao apsolutnu vlast nad strankom, a u stavovima se sve više razilazio s novim članovima; predvidjevši da će ga nezadovoljni ostali čelnici smijeniti, u ljeto 1921. je dao ostavku. Budući da je njegov odlazak oslabio stranku iste godine su ga pozvali da se vrati, što je on prihvatio jer nije imao mogućnosti za uspješnu političku aktivnost u nekoj drugoj stranci. Iskazuje sve radikalnije političke stavove, kako situacija u Italiji postaje sve teža, te se otvara mogućnost da jedna radikalna desna politika bude prihvaćena kao rješenje za Italiju u kojoj bujaju organizacije komunističkih i anarhističkih revolucionara.
Tijekom godina razvitka fašističkog pokreta posebnu je pažnju posvećivao pokrajinama oduzetima nakon I. svjetskog rata Austriji, gdje su fašisti bili značajno prisutni. U političkom govoru održanom u Puli 20. rujna 1920. godine poručuje: "Kada smo suočeni s inferiornom i barbarskom rasom kakva je slavenska ... ne treba slijediti politiku davanja slatkiša, nego batine. Granice Italije trebaju biti Brenner, Učka i Dinara: vjerujem da se tom cilju može žrtvovati 500.000 slavenskih barbara za 50.000 Talijana”. 
Nakon što na izborima u svibnju 1921. godine Fasci italiani di combattimento ("Talijanski borbeni odredi") ulaze u talijanski parlament (s jedva relevatnih 29.549 glasova, dobili su 2 od ukupnih 535 mjesta u parlamentu), oni u ozračju političke i socijalne nestabilnosti naglo jačaju te u listopadu iste godine na stranačkom kongresu održanom u Napulju organiziraju pohod na Rim u kome je sudjelovalo 60.000 fašista. Iako je vojska lako mogla spriječiti njihov napuhani pokušaj državnog udara, kralj Viktor Emanuel III. odlučio je povjeriti Mussoliniju mandat (28. listopada 1922.) te je on postao premijer u vladi koja je uključivala nacionaliste, liberale i konzervativce. Socijalisti, koji su (bez drugih ljevičarskih stranaka) uživali potporu oko četvrtine elektorata, izvrgnuti su nasilju fašističkih skvadri; također i političari iz reda nacionalnih manjina s područja nedavno priključenih Italiji. Već se krajem studenog i početkom prosinca 1922. godine održavaju izbori na tim područjima oduzetima 1918. godine Austriji i u svim lokalnim sredinama koje je diljem Italije u rukama držala ljevica. Ojačani fašisti - sada pod imenom Partito Nazionale Fascista - osvajaju redom lokalnu vlast u tim područjima.
Uz početnu pomoć svojih liberalnih i demokršćanskih koalicijskih partnera, fašisti su uveli strogu cenzuru i izmijenili izborni zakon tako da su u periodu od 1925. do 1926. prisvojili svu moć i likvidirali druge političke stranke pretvarajući Italiju u totalitarnu policijsku državu na čelu s Mussolinijem. Za vrijeme fašističke diktature parlamentarni sistem je praktično ukinut, zakoni su ponovo pisani, svi učitelji u školama i na sveučilištima morali su se prisegnuti da će braniti režim, urednike novina imenovao je osobno Mussolini, a nitko tko nije imao pismeno odobrenje partije nije se mogao baviti novinarstvom. Gušeni su radnički štrajkovi i sve se više podilazilo interesima krupnih kapitalista i zemljoposjednika. Trgovačka društva su lišena bilo kakve neovisnosti i integrirana u ono što se nazivalo korporativni sistem; namjera (nikada nije do kraja dovršena) je bila sve Talijane učlaniti u različite profesionalne organizacije ili korporacije koje nadzire vlada. Principi fašističke doktrine objavljeni su u jednom članku, koji je navodno napisao Mussolini, a koji se 1932. pojavio u Enciclopedia Italiana.
Koristeći apsolutnu kontrolu nad novinstvom, Mussolini je postupno gradio legendu o Duceu (Vođi), čovjeku koji je uvijek u pravu i koji može riješiti sve političke i ekonomske probleme. U različitim vremenskim razmacima osobno je preuzimao vođenje ministarstva unutarnjih poslova, vanjskih poslova, kolonija, gradskih uprava, vojske i oružanih službi te javnih radova. Ponekad je istovremeno bio na čelu više ministarstava, a ujedno je bio i predsjednik vlade. Istovremeno je bio vođa svemoćne Fašističke stranke i stranačke milicije. Na taj je način uspijevao zadržati moć u vlastitim rukama i spriječiti pojavljivanje suparnika; ipak smatra se da su neki od atentata koji su na njega pokušani bili djelo ekstremističkih nezadovoljnika unutar stranke.
Iako je bio ateist, a u mladosti i vrlo žestoki antiklerikalac, iz praktičnih razloga sve više se približavao Crkvi: 1929. potpisao je konkordat s Vatikanom, kojim je talijanska država napokon priznata od Katoličke Crkve. Također se ulagivao svojim financijerima prvo prebacujući brojne industrije iz javnog u privatno vlasništvo.   
No, 1930. krenuo je u drugom smjeru stavljajući industriju pod rigidnu vladinu kontrolu. Velike količine novca trošio je na javne radove najavljujući razvoj Italije do razine na kojoj su tada bile zapadne zemlje. Međutim ekonomija je patila zbog težnje za autarkijom i stoga što je postojala prevelika koncentracija teške industrije za koju Italija nije imala dovoljno sirovina - naposljetku se pokazalo da je cijena koštanja proizvoda talijanske teške industrije utemeljene na uvoznim sirovinama i ugljenu skuplja od uvoznih, pa su se i goleme investicije u tešku industriju pokazale nerentabilnim i zbog nedovoljne proizvodnje dodane vrijednosti usporile gospodarski rast. Slabi ekonomski rezultati i dominacija fašista (koji su mahom potjecali iz nižeg socijalnog sloja) u gospodarskom i socijalnom životu u najmanju su ruku izazivali podozrenje buržoazije u fašistički sustav i njegovu neumjerenu propagandu.  
Mussolini se nastojanjem da ostvari totalitarnu kontrolu nad srcem i dušom nacije, osobito nad djecom i mladima, zamjerio i Katoličkoj Crkvi, te papa Pio XI. piše 1931. godine antifašističku encikliku Non abbiamo bisogno.  
U vanjskoj politici je Mussolini - nekadašnji pacifist - bio agresivni imperijalist; rani primjer toga je bombardiranje i okupacija Krfa već 1923. godine. Uskoro nakon toga uspio je upostaviti protalijanski režim u Albaniji i ponovo osvojiti Libiju. Njegov je san bio od Sredozemlja učiniti mare nostrum (naše more - kao u rimsko doba). Godine 1935. na konferenciji u mjestu Stresa pomogao je stvoriti antihitlerovsku frontu u cilju obrane nezavisnosti Austrije; spram nacizma je u početku bio sumnjičav, kritizrao je njegov radikalni rasizam i prijeteću ratobornost (imajući osobito u vidu da je Italija nakon I. svjetskog rata anektirala znatno područje Južnog Tirola, naseljeno uglavnom etničkim Nijemcima).  
U periodu od 1935. do 1936. Italija je ratovala protiv Abesinije (Etiopija), nastojeći osvojiti tu neovisnu državu, što je bilo u suprotnosti s načelima Lige naroda te je Mussolini bio prisiljen potražiti saveznika u nacističkoj Njemačkoj koja je 1933. istupila iz Lige. Njegova intervencija (1936. – 1939.) u Španjolskom građanskom ratu na strani generala Franca zapriječila je bilo kakvu nadu u pomirenje s Francuskom i Velikom Britanijom. Kao rezultat toga morao je 1938. prihvatiti njemačku aneksiju Austrije i komadanje Čehoslovačke 1939. godine. Na Münchenskoj konferenciji u rujnu 1938. zauzeo je umjeren stav zalažući se za mir u Europi; taj događaj je smatrao svojim velikim diplomatskim uspjehom. Također je težio priključiti dio hrvatske obale Italiji. Njegov savez s Njemačkom je potvrđen kada je sklopio pakt s Hitlerom u svibnju 1939. godine. Iako je u početku svoje karijere Hitler bio fasciniran Mussolinijem i iskazivao mu poštovanje, sada je Mussolini kao podčinjeni partner slijedio naciste u vanjskim poslovima i provedbi rasne politike koja je vodila progonu Židova i stvaranju aparthejda u Talijanskom carstvu.

### Drugi svjetski rat
Premda je 15 godina bio na vlasti i spremao Italiju za rat, njegove oružane snage posve su nepripremljene dočekale Hitlerovu invaziju Poljske koja je vodila ka 2. svjetskom ratu. Tada je odlučio ostati nezaraćena strana dok ne bude siguran u pobjedu. Tek u vrijeme pada Francuske u lipnju 1940., nadajući se da će rat trajati samo još nekoliko tjedana stupio je u oružani sukob. Njegova agresija na Grčku u listopadu iste godine svima je pokazala da nije uspio stvoriti učinkovit vojni stroj. Godine 1941. napao je Jugoslaviju i na čelo novostvorene NDH postavio dugogodišnjeg saveznika Antu Pavelića s ciljem da podredi Hrvatsku i pripoji cijelu njenu obalu Italiji. Nastavkom rata, učestali talijanski porazi na svim frontama i Saveznička invazija na Siciliju 1943. godine, gdje je u nepunih 6 tjedana slomljen otpor talijanskih i njemačkih snaga, okrenuli su većinu Mussolinijevih kolega protiv njega. Događaji koji su vodili prema kapitulaciji Italije prelomili su se na sastanku Velikog savjeta fašizma 25. srpnja 1943., gdje su fašistički čelnici odlučili pozvati Kralja da preuzme vlast u zemlji - i time razvlastili svojeg vođu; kralj je odmah nakon tog sastanka dao uhititi Mussolinija. Utemeljena je nova vlada pod predsjedanjem maršala Badoglia. Italija će 8. rujna 1943. godine bezuvjetno predati Saveznicima, ali će zbog njihovog oklijevanja praktično čitavu Italiju okupirati Nijemci. Mussolinija su iz zatočeništva u hotelu na planini Gran Sasso d'Italia, gdje su ga po Kraljevoj zapovijedi čuvali karabinjeri,12. rujna 1943. oslobodili njemački padobranci predvođeni SS pukovnikom Ottom Skorzenyjem. 
Nijemci su ga prebacili u sjevernu Italiju. Tu ga je Hitler postavio za šefa marionetske države, Talijanske Socijalne Republike (Repubblica di Saló). U toj tvorevini, bez nade za opstanak i potpore talijanskog naroda, Mussolini se vratio svojim ranim fašističkim idejama bliskima socijalizmu: kapitaliste potpuno podređuje sindikatima, nacionalizira sva poduzeća s više od 100 radnika ili milijunskog kapitala, nastoji oslabiti vlastitu stranačku središnjicu stvaranjem vanjskih grupa kojima prenosi moć. Novu državu definirao je riječima: "Ovo će biti republika talijanskih radnika i već je počela s odlučnim provođenjem svih onih postulata koji su punih četrdeset godina ispisani na zastavama socijalističkih pokreta." Također je dao ubiti neke od fašističkih vođa koji su mu otkazali poslušnost, uključujući i svog zeta, grofa Galeazza Ciana. Za prijašnje političke neuspjehe krivio je Kralja koji je svojim djelovanjem "iskvario fašizam i zaustavio revoluciju". U travnju 1945., u trenucima kada su se savezničke snage približavale Milanu, a njemačke povlačile iz Italije, Mussolinija su zajedno s njegovom ljubavnicom Clarom Petacci u Dongu na jezeru Como 28. travnja 1945. kod mjesta Giulino di Mezzegra uhvatili talijanski partizani pri pokušaju bijega u Švicarsku. Jedan od partizana mu je prilikom uhićenja doviknuo: "Zašto si izdao socijalizam?". Strijeljan je po kratkom postupku; narednog dana Mussolinijevo tijelo, zajedno s tijelom njegove ljubavnice Clare Pettaci i tijelima drugih poznatih fašista, obješeno je naglavačke u Milanu. Rat su preživjeli Mussolinijeva supruga Rachele s dvojicom sinova (Vittorio i Romano) i kćerkom (Edda), udovicom grofa Ciana. Treći sin, Bruno, poginuo je u 1941. godine u avionskoj nesreći.
Od njegovih unuka, Allesandra Mussolini se uključila u politiku, te je postala jedna od predvodnica radikalne desnice u Italiji. Danas (2017.) je zastupnica u Europskom parlamentu.